# بل (میزوری)
بل (به انگلیسی: Belle) یک شهر در ایالات متحده آمریکا است که در میزوری واقع شده‌است. بل ۳٫۴۷ کیلومتر مربع مساحت و ۱٬۵۴۵ نفر جمعیت دارد و ۳۱۳ متر بالاتر از سطح دریا قرار دارد.